# Буонконвенто
Вуонконвѐнто (на италиански: Buonconvento) е малко градче и община в централна Италия, провинция Сиена, регион Тоскана. Разположено е на 147 m надморска височина. Населението на общината е 3197 души (към 2010 г.).